# Guilakíes
El pueblo guilakí (en persa, گیلک, ºguilak) es uno de los pueblos iranios cuya tierra natal es la provincia de Guilán. También se encuentran en la vecina provincia de Mazandarán. Junto con los mazandaraníes, los guilakíes forman uno de los pueblos del mar Caspio. Hablan el guilakí, muy relacionado con el mazandaraní.
En 2000, había alrededor de 2,5 millones de guilakíes, habiendo crecido desde 1,9 millón en 1990.
En 1977, se construyó una universidad en Rasht, la ciudad más grande de la provincia de Guilán.
Los guilakíes son casi enteramente musulmanes chiitas imamíes, al igual que la mayoría de la población de Irán.